# Pico do Paul
O Pico da Paúl é uma elevação portuguesa localizada próximo da freguesia açoriana do Norte Pequeno, concelho da Calheta, ilha de São Jorge, arquipélago dos Açores.
Este acidente geológico encontra-se geograficamente localizado próximo da Norte Pequeno e encontra-se intimamente relacionado com maciço montanhoso central da ilha de são Jorge do qual faz parte.
Encontra-se nas imediações desta formação, que se localiza sensivelmente ao centro da ilha de são Jorge, o Pico da Caldeira, o Pico da Fonte, o Pico do Meio e o Pico das Brenhas.
Esta formação geológica localizada a 580 metros de altitude acima do nível do mar apresenta escorrimento pluvial para a costa marítima e deve na sua formação geológica a um escorrimento lávico e piroclástico antigo.